# Jean-François Balmer
Jean-François Balmer (Neuchâtel, 18 aprile 1946) è un attore francese naturalizzato svizzero.

## Biografia
Figlio di Berthe-Hélène Graber e di Alfred Balmer, dottore e commercialista, trascorse la sua infanzia nel villaggio di Valangin e poi a Losanna.
Dopo gli studi commerciali, all'età di 23 anni decide d'iniziare a studiare teatro al Conservatorio nazionale d'arte drammatica a Parigi. Nel 1973 iniziò la sua carriera di attore.
Il 12 giugno 1987 ha sposato la regista Françoise Petit.

## Filmografia parziale

### Cinema
- Il poliziotto della brigata criminale (Peur sur la ville), regia di Henri Verneuil (1975)
- La minaccia (La Menace), regia di Alain Corneau (1977)
- L'Adolescente, regia di Jeanne Moreau (1979)
- Les Égouts du paradis, regia di José Giovanni (1979)
- Poliziotto o canaglia (Flic ou voyou), regia di Georges Lautner (1979)
- Il sangue degli altri (Le sang des autres), regia di Claude Chabrol (1984)
- Le Transfuge, regia di Philippe Lefebvre (1985)
- Madame Bovary, regia di Claude Chabrol (1991)
- Dien Bien Phu, regia di Pierre Schoendoerffer (1992)
- L'insolente (Beaumarchais, l'insolent), regia di Édouard Molinaro (1996)
- Rien ne va plus, regia di Claude Chabrol (1997)

### Televisione
- La rivoluzione francese (La révolution française), regia di Robert Enrico e Richard T. Heffron - miniserie TV (1989)
- La favorita del re (Diane de Poitiers), regia di Josée Dayan – miniserie TV (2022)